# Ischnocnemis sexualis
Ischnocnemis sexualis är en skalbaggsart som beskrevs av Bates 1885. Ischnocnemis sexualis ingår i släktet Ischnocnemis och familjen långhorningar. Inga underarter finns listade i Catalogue of Life.